# Astragalus eucosmus
Astragalus eucosmus är en ärtväxtart som beskrevs av Robinson. Astragalus eucosmus ingår i släktet vedlar, och familjen ärtväxter.

## Underarter
Arten delas in i följande underarter:
- A. e. eucosmus
- A. e. sealei